# Stilijan Petrov
Stilijan Aljošev Petrov (in bulgaro Стилиян Альошев Петров?, traslitterazione anglosassone Stiliyan Alyoshev Petrov; Montana, 5 luglio 1979) è un ex calciatore bulgaro, di ruolo centrocampista.
Iniziò la carriera nelle file del CSKA Sofia. Nel 1999 passò al Celtic, con cui vinse quattro titoli di Premier League scozzese. Nel 2006 si trasferì all'Aston Villa insieme al suo allenatore Martin O'Neill. Qui divenne uno dei giocatori simbolo della squadra, assumendone anche la fascia di capitano.
È il primatista di presenze con la nazionale bulgara (105 partite giocate dal 1998 al 2013).

## Biografia
Nel 2005 Petrov ha scritto la sua autobiografia in collaborazione con il giornalista sportivo del settimanale scozzese Sunday Mail Mark Guidi intitolata "You Can Call Me Stan" ("Potete chiamarmi Stan"). Questo in riferimento al nomignolo col quale era chiamato, Stan, appunto, forma abbreviata del suo nome.
Il 30 marzo 2012 viene reso noto che il giocatore soffre di leucemia acuta. Petrov era stato sottoposto a esami medici in seguito al malore accusato al termine della partita persa per 3-0 contro l'Arsenal di sei giorni prima.

## Carriera

### Club

#### Gli inizi
Nato a Montana, Petrov ha cominciato a giocare nelle file della squadra locale, il PFK Montana. A 18 anni è stato notato dallo scout Dimităr Penev, tra i protagonisti del mondiale di USA 1994, nel quale la Bulgaria si classificò quarta. Allora Penev ricopriva l'incarico di osservatore del CSKA Sofia, una delle più prestigiose squadre bulgare, da cui fece acquistare Petrov per 30 000 euro. Con la maglia dei Soldati Petrov ha vinto l'A PFG bulgaro nella stagione 1996-1997 e la Coppa di Bulgaria nel 1997 e nel 1999.

#### Celtic
Nell'estate del 1999, Petrov è notato dall'ex-calciatore inglese John Charles Barnes, allora allenatore del Celtic, che lo porta in Scozia per due milioni di sterline, il prezzo più alto mai pagato per un giovane bulgaro. Non appena giunge in Gran Bretagna vince la Coppa di Lega, primo dei tanti trofei che vincerà con la maglia bianco-verde. Il primo periodo a Glasgow è stato molto difficile per lui, soprattutto a causa della sua lontananza dalla Bulgaria e del fatto che non sapeva parlare inglese. Per migliorarsi, ha anche lavorato in un camion dei panini di proprietà di alcuni amici, abituandosi man mano alla vita scozzese e cercando di dare il suo meglio in campo, nonostante l'allenatore lo schierasse come terzino destro, ruolo per lui completamente nuovo ed inaspettato.
Dopo la prima stagione, al posto del tecnico che lo aveva portato in SPL viene nominato Martin O'Neill, che gli fa trovare regolarità (7 gol in 28 presenze in campionato) e lo fa diventare importante nell'11 del Treble di quell'anno, nel quale diventa il primo giocatore straniero ad essere eletto Miglior giovane dell'anno della SPFA. In stagione, segna anche un gol nel glorioso 6-2 inflitto agli eterni rivali dei Rangers.
Nella stagione 2001-02 la sua costante presenza a centrocampo, da buona barriera davanti alla difesa e suggeritore per gli spunti degli attaccanti è l'arma in più che conduce i bianco-verdi al loro secondo scudetto consecutivo.
Nella sua quarta stagione al Celtic si comincia a vociferare di interessamenti al bulgaro da parte di alcuni grandi club d'Europa, ma dopo poco tempo, Petrov firma un rinnovo col Celtic che mette a tacere ogni diceria. Questa è la sua stagione più prolifica di sempre, nella quale va a segno 14 volte in 50 presenze. Riesce anche a raggiungere la sua prima finale europea (Coppa UEFA), persa però 2-3 contro il Porto di José Mourinho. In quell'anno, poi, non ha vinto alcun trofeo nazionale.
Nelle due stagioni successive con i Bhoys diventa un pilastro della formazione, segnando 19 gol in 105 presenze. In questo biennio vince due volte la Coppa di Scozia e il suo terzo campionato, ed in particolare nella stagione 2004-05 vince il titolo di "Giocatore dell'Anno del Celtic F.C.".
La stagione 2005-06 rappresenta un grande punto di svolta per Petrov e tutto il Celtic. Dopo 5 anni Martin O'Neill, il tecnico più vittorioso degli ultimi 20 anni, va via, lasciando il posto a Gordon Strachan. L'inizio non è dei più promettenti: nella prima partita del nuovo tecnico, i preliminari di Champions, gli scozzesi subiscono un irriverente 5-0 esterno dai modesti slovacchi del MFK Petržalka, allora Artmedia Bratislava. Il 4-0 del ritorno non consente poi di riparare al danno fatto, e il Celtic viene eliminato dalla competizione in quello che sembrava essere il turno più semplice da superare. Al debutto in campionato, poi, gli Hoops riescono a sprecare un 3-1 sul Motherwell, pareggiando 4-4. Man mano però che la stagione procede, il Celtic recupera, e, dopo la vendetta contro gli Steelmen (5-0 a Fir Park con la sua prima tripletta), riesce a raggiungere il double di coppa e campionato.
La stagione 2006-07 è l'ultima di Petrov con la maglia bianco-verde: dopo sole 3 presenze in campionato, nella finestra di mercato estiva viene accostato a molti club da metà classifica della Premier, ma alla fine della telenovela raggiunge l'ex-tecnico O'Neill all'Aston Villa, per il costo di 6,5 milioni di sterline più bonus (per un complessivo totale di 8 milioni).
In tutto Petrov ha collezionato in 7 anni di Celtic 312 presenze e 65 gol, vincendo il campionato 4 volte e la coppa di lega e la coppa nazionale 3 volte ciascuna. Quando ha lasciato il Celtic era il decimo cannoniere più prolifico di sempre nella SPL, con 55 gol; al momento attuale è dodicesimo.

#### Aston Villa
Nell'aprile 2006 il Celtic rifiuta la richiesta di essere trasferito da parte di Petrov, e da allora si è cominciato a vociferare di un suo trasferimento all'Aston Villa dal suo da poco ex-allenatore Martin O'Neill. Il 20 agosto, infatti, poco prima della fine della finestra di mercato, Petrov si accasa al Villa Park per 6,5 milioni di sterline più bonus, fino ad un massimo di 8 milioni.
Debutta il 10 settembre nella partita finita 1-1 contro il West Ham. Verso la fine del 2007, poi, cambia il suo iniziale numero 11 per il 19. Il suo primo gol con la maglia dei Villans arriva l'11 dicembre 2006, nel 2-2 contro lo Sheffield United, ma gioca abbastanza irregolarmente per le prime due stagioni, con cali di forma ed infortuni frequenti.
Il 12 aprile 2008 segna una meravigliosa rete al volo da centrocampo nel 6-0 al già retrocesso Derby County. Il gol viene poi nominato per il titolo di "Gol della stagione", e, dopo alcuni accertamenti, si è confermato che è il gol segnato da più lontano da un giocatore dell'Aston Villa dalla nascita del club.
La stagione 2008-09 è una gran fortuna per Petrov, la cui forma fisica più stabile gli garantisce un posto fisso nella formazione titolare, giocando le prime sei partite della stagione di fila da titolare. Il 2 ottobre 2008 gioca la sua prima partita da capitano, un match di Coppa UEFA contro i bulgari del Litex Loveč, segnando anche un gol.
Nel maggio 2009, Petrov è nominato "Giocatore dell'Anno" dai tifosi e dai giocatori della stagione 2008-09, dopo la sua importante presenza a centrocampo durante la stagione. Il 20 maggio 2009 firma un rinnovo di contratto quadriennale, che lo lega ai Villans fino al 2013.
Dopo il ritiro del capitano Martin Laursen e la cessione del suo successore Gareth Barry, Petrov è stato preso in considerazione per la successione al ruolo di capitano. Parlando al Sunday Mercury riguardo alla questione, Petrov ha affermato che essere capitano di un club con una lunga storia e tradizione sarebbe stato un grande onore. Il 25 luglio 2009 ha giocato come capitano dell'Aston Villa nella Coppa della Pace contro il Málaga, accennando nel post-partita al fatto che potesse diventare capitano in pianta stabile.
Nella prima partita della stagione 2009-10 (sconfitta per 2-0 contro il Wigan al Villa Park) Petrov è capitano; dopo la partita viene dipinto come lo "skipper" della squadra, collegando il proprio carisma nella squadra al ruolo di conduttore che ha, appunto, lo "skipper" nella nautica. Il 14 gennaio 2010 è giunto secondo nella graduatoria del premio Calciatore bulgaro dell'anno.
Il 24 marzo 2012 i Claret & Blue sono di scena all'Emirates Stadium contro l'Arsenal. Petrov da tre anni indossa la fascia di capitano del club ed è in campo con i suoi, che perdono per 3-0 contro l'Arsenal. Quella sarà l'ultima partita del giocatore, che accusa un malessere durante l'incontro. Sei giorni dopo è reso noto che Petrov soffre di una forma acuta di leucemia. Il giocatore decide di sospendere l'attività agonistica una settimana più tardi. Nel giorno della sua prima partita da spettatore seduto nella tribuna d'onore del Villa Park, al diciannovesimo minuto di gioco, lo stadio inizia ad applaudire per rendere omaggio alla sua carriera: al minuto corrispondente al suo numero di maglia, uno dei teatri storici del calcio inglese con i suoi 34 740 spettatori si ferma per incoraggiarlo.
Il 9 maggio 2013 annuncia il proprio ritiro dall'attività agonistica. Nel 2013 assume un ruolo nello staff tecnico dell'Aston Villa Under-21 e torna a giocare qualche partita di beneficenza. Il 23 giugno 2016, tre anni dopo il ritiro, Petrov torna ad allenarsi con l'Aston Villa in vista della stagione 2016-2017, ma si ritira ufficialmente dal calcio giocato il 22 agosto, non trovando l'accordo per il rinnovo contrattuale con la sua squadra.

### Nazionale
Petrov ha debuttato con la maglia della Bulgaria il 23 dicembre 1998 in un'amichevole contro il Marocco. La partita è stata disputata ad Agadir ed è finita 4-1 per i nordafricani. Ha segnato il suo primo gol in un altro 4-1 amichevole, stavolta vittorioso, contro la Bielorussia, il 29 marzo 2000. Il 12 ottobre 2006 Petrov, allora capitano della nazionale, annuncia la decisione di ritirarsi dalle competizioni internazionali finché il c.t. della Bulgaria fosse rimasto Hristo Stoichkov. Sei mesi dopo, il 20 marzo 2007, porge pubblicamente le proprie scuse al c.t., rendendosi nuovamente disponibile per la convocazione. Non diventa però capitano fino al 2010, perché nel periodo della sua assenza viene nominato capitano Dimităr Berbatov e, dopo il suo rientro, viene deciso di lasciare la fascia all'attaccante.
Con 105 presenze collezionate dal 1998 al 2013 è il primatista di presenze con la maglia della Bulgaria.

## Statistiche

### Presenze e reti nei club
| Stagione           | Squadra            | Campionato         | Campionato | Campionato | Coppe nazionali | Coppe nazionali | Coppe nazionali | Coppe continentali | Coppe continentali | Coppe continentali | Totale | Totale |
| Stagione           | Squadra            | Comp               | Pres       | Reti       | Comp            | Pres            | Reti            | Comp               | Pres               | Reti               | Pres   | Reti   |
| ------------------ | ------------------ | ------------------ | ---------- | ---------- | --------------- | --------------- | --------------- | ------------------ | ------------------ | ------------------ | ------ | ------ |
| 1996-1997          | CSKA Sofia         | APFG               | 5          | 0          | CB              | 0               | 0               | -                  | 0                  | 0                  | 5      | 0      |
| 1997-1998          | CSKA Sofia         | APFG               | 10         | 2          | CB              | 0               | 0               | -                  | 0                  | 0                  | 10     | 2      |
| 1998-1999          | CSKA Sofia         | APFG               | 28         | 4          | CB              | 0               | 0               | -                  | 0                  | 0                  | 28     | 4      |
| Totale CSKA Sofia  | Totale CSKA Sofia  | Totale CSKA Sofia  | 43         | 6          |                 | 0               | 0               |                    | 0                  | 0                  | 43     | 6      |
| 1999-2000          | Celtic             | SPL                | 26         | 1          | SC+SLC          | 2               | 0               | CU                 | 1                  | 0                  | 29     | 1      |
| 2000-2001          | Celtic             | SPL                | 28         | 7          | SC+SLC          | 5               | 0               | CU                 | 5                  | 1                  | 38     | 8      |
| 2001-2002          | Celtic             | SPL                | 28         | 6          | SC+SLC          | 8               | 1               | UCL                | 8                  | 1                  | 44     | 8      |
| 2002-2003          | Celtic             | SPL                | 34         | 12         | SC+SLC          | 2               | 0               | CU                 | 14                 | 2                  | 50     | 14     |
| 2003-2004          | Celtic             | SPL                | 35         | 6          | SC+SLC          | 5               | 3               | CU                 | 15                 | 1                  | 55     | 7      |
| 2004-2005          | Celtic             | SPL                | 37         | 11         | SC+SLC          | 6               | 1               | UCL                | 6                  | 0                  | 50     | 12     |
| 2005-2006          | Celtic             | SPL                | 37         | 10         | SC+SLC          | 4               | 0               | UCL                | 2                  | 0                  | 43     | 10     |
| 2006-2007          | Celtic             | SPL                | 3          | 2          | SC+SLC          | 0               | 0               | CU                 | 0                  | 0                  | 3      | 2      |
| Totale Celtic      | Totale Celtic      | Totale Celtic      | 228        | 55         |                 | 32              | 5               |                    | 52                 | 5                  | 312    | 65     |
| 2006-2007          | Aston Villa        | PL                 | 30         | 2          | FAC+LC          | 4               | 0               | -                  | 0                  | 0                  | 34     | 2      |
| 2007-2008          | Aston Villa        | PL                 | 28         | 1          | FAC+LC          | 3               | 0               | -                  | 0                  | 0                  | 31     | 1      |
| 2008-2009          | Aston Villa        | PL                 | 36         | 1          | FAC+LC          | 4               | 0               | CU                 | 7                  | 1                  | 47     | 2      |
| 2009-2010          | Aston Villa        | PL                 | 37         | 0          | FAC+LC          | 9               | 1               | CU                 | 1                  | 0                  | 47     | 1      |
| Totale Aston Villa | Totale Aston Villa | Totale Aston Villa | 182        | 9          |                 | 20              | 1               |                    | 8                  | 1                  | 159    | 6      |

Dati aggiornati alle 21:39 del 30 marzo 2010.

### Cronologia presenze e reti in nazionale
| Cronologia completa delle presenze e delle reti in nazionale ― Bulgaria | Cronologia completa delle presenze e delle reti in nazionale ― Bulgaria | Cronologia completa delle presenze e delle reti in nazionale ― Bulgaria | Cronologia completa delle presenze e delle reti in nazionale ― Bulgaria | Cronologia completa delle presenze e delle reti in nazionale ― Bulgaria | Cronologia completa delle presenze e delle reti in nazionale ― Bulgaria | Cronologia completa delle presenze e delle reti in nazionale ― Bulgaria | Cronologia completa delle presenze e delle reti in nazionale ― Bulgaria |
| Data                                                                    | Città                                                                   | In casa                                                                 | Risultato                                                               | Ospiti                                                                  | Competizione                                                            | Reti                                                                    | Note                                                                    |
| ----------------------------------------------------------------------- | ----------------------------------------------------------------------- | ----------------------------------------------------------------------- | ----------------------------------------------------------------------- | ----------------------------------------------------------------------- | ----------------------------------------------------------------------- | ----------------------------------------------------------------------- | ----------------------------------------------------------------------- |
| 24-12-1998                                                              | Agadir                                                                  | Marocco                                                                 | 4 – 1                                                                   | Bulgaria                                                                | Amichevole                                                              | -                                                                       |                                                                         |
| 16-2-1999                                                               | Il Cairo                                                                | Egitto                                                                  | 3 – 1                                                                   | Bulgaria                                                                | Amichevole                                                              | -                                                                       |                                                                         |
| 3-3-1999                                                                | Stara Zagora                                                            | Bulgaria                                                                | 2 – 0                                                                   | Slovacchia                                                              | Amichevole                                                              | -                                                                       |                                                                         |
| 27-3-1999                                                               | Bruxelles                                                               | Belgio                                                                  | 0 – 1                                                                   | Bulgaria                                                                | Amichevole                                                              | -                                                                       |                                                                         |
| 31-3-1999                                                               | Lussemburgo                                                             | Lussemburgo                                                             | 0 – 2                                                                   | Bulgaria                                                                | Qual. Euro 2000                                                         | -                                                                       |                                                                         |
| 19-5-1999                                                               | Dubnica nad Váhom                                                       | Slovacchia                                                              | 2 – 0                                                                   | Bulgaria                                                                | Amichevole                                                              | -                                                                       |                                                                         |
| 4-6-1999                                                                | Varsavia                                                                | Polonia                                                                 | 2 – 0                                                                   | Bulgaria                                                                | Qual. Euro 2000                                                         | -                                                                       |                                                                         |
| 9-6-1999                                                                | Sofia                                                                   | Bulgaria                                                                | 1 – 1                                                                   | Inghilterra                                                             | Qual. Euro 2000                                                         | -                                                                       |                                                                         |
| 18-8-1999                                                               | Kiev                                                                    | Ucraina                                                                 | 1 – 1                                                                   | Bulgaria                                                                | Amichevole                                                              | -                                                                       |                                                                         |
| 4-9-1999                                                                | Stoccolma                                                               | Svezia                                                                  | 1 – 0                                                                   | Bulgaria                                                                | Qual. Euro 2000                                                         | -                                                                       |                                                                         |
| 10-10-1999                                                              | Sofia                                                                   | Bulgaria                                                                | 3 – 0                                                                   | Lussemburgo                                                             | Qual. Euro 2000                                                         | -                                                                       |                                                                         |
| 17-11-1999                                                              | Atene                                                                   | Grecia                                                                  | 1 – 0                                                                   | Bulgaria                                                                | Amichevole                                                              | -                                                                       |                                                                         |
| 9-2-2000                                                                | Valparaíso                                                              | Slovacchia                                                              | 0 – 1                                                                   | Bulgaria                                                                | Amichevole                                                              | -                                                                       |                                                                         |
| 12-2-2000                                                               | Valparaíso                                                              | Cile                                                                    | 3 – 2                                                                   | Bulgaria                                                                | Amichevole                                                              | -                                                                       |                                                                         |
| 15-2-2000                                                               | Valparaíso                                                              | Australia                                                               | 1 – 1                                                                   | Bulgaria                                                                | Amichevole                                                              | -                                                                       |                                                                         |
| 29-3-2000                                                               | Sofia                                                                   | Bulgaria                                                                | 4 – 1                                                                   | Bielorussia                                                             | Amichevole                                                              | 1                                                                       |                                                                         |
| 26-4-2000                                                               | Sofia                                                                   | Bulgaria                                                                | 0 – 1                                                                   | Irlanda                                                                 | Amichevole                                                              | -                                                                       |                                                                         |
| 16-8-2000                                                               | Sofia                                                                   | Bulgaria                                                                | 1 – 3                                                                   | Belgio                                                                  | Amichevole                                                              | -                                                                       |                                                                         |
| 2-9-2000                                                                | Sofia                                                                   | Bulgaria                                                                | 0 – 1                                                                   | Rep. Ceca                                                               | Qual. Mondiali 2002                                                     | -                                                                       |                                                                         |
| 7-10-2000                                                               | Sofia                                                                   | Bulgaria                                                                | 3 – 0                                                                   | Malta                                                                   | Qual. Mondiali 2002                                                     | -                                                                       |                                                                         |
| 11-10-2000                                                              | Copenaghen                                                              | Danimarca                                                               | 1 – 1                                                                   | Bulgaria                                                                | Qual. Mondiali 2002                                                     | -                                                                       |                                                                         |
| 14-11-2000                                                              | Algeri                                                                  | Algeria                                                                 | 1 – 2                                                                   | Bulgaria                                                                | Amichevole                                                              | -                                                                       |                                                                         |
| 24-1-2001                                                               | Morelia                                                                 | Messico                                                                 | 0 – 2                                                                   | Bulgaria                                                                | Amichevole                                                              | 1                                                                       |                                                                         |
| 28-1-2001                                                               | Kingston                                                                | Giamaica                                                                | 0 – 0                                                                   | Bulgaria                                                                | Amichevole                                                              | -                                                                       | cap.                                                                    |
| 28-2-2001                                                               | Amman                                                                   | Giordania                                                               | 0 – 2                                                                   | Bulgaria                                                                | Amichevole                                                              | 1                                                                       |                                                                         |
| 1-9-2001                                                                | Ta' Qali                                                                | Malta                                                                   | 0 – 2                                                                   | Bulgaria                                                                | Qual. Mondiali 2002                                                     | -                                                                       |                                                                         |
| 5-9-2001                                                                | Sofia                                                                   | Bulgaria                                                                | 0 – 2                                                                   | Danimarca                                                               | Qual. Mondiali 2002                                                     | -                                                                       |                                                                         |
| 6-10-2001                                                               | Praga                                                                   | Rep. Ceca                                                               | 6 – 0                                                                   | Bulgaria                                                                | Qual. Mondiali 2002                                                     | -                                                                       |                                                                         |
| 13-2-2002                                                               | Fiume                                                                   | Croazia                                                                 | 0 – 0                                                                   | Bulgaria                                                                | Amichevole                                                              | -                                                                       |                                                                         |
| 27-3-2002                                                               | East Rutherford                                                         | Ecuador                                                                 | 3 – 0                                                                   | Bulgaria                                                                | Amichevole                                                              | -                                                                       |                                                                         |
| 17-4-2002                                                               | East Rutherford                                                         | Messico                                                                 | 1 – 0                                                                   | Bulgaria                                                                | Amichevole                                                              | -                                                                       |                                                                         |
| 21-8-2002                                                               | Sofia                                                                   | Bulgaria                                                                | 2 – 2                                                                   | Germania                                                                | Amichevole                                                              | -                                                                       |                                                                         |
| 7-9-2002                                                                | Bruxelles                                                               | Belgio                                                                  | 0 – 2                                                                   | Bulgaria                                                                | Qual. Euro 2004                                                         | 1                                                                       |                                                                         |
| 12-10-2002                                                              | Sofia                                                                   | Bulgaria                                                                | 2 – 0                                                                   | Croazia                                                                 | Qual. Euro 2004                                                         | 1                                                                       |                                                                         |
| 16-10-2002                                                              | Sofia                                                                   | Bulgaria                                                                | 2 – 1                                                                   | Andorra                                                                 | Qual. Euro 2004                                                         | -                                                                       |                                                                         |
| 20-11-2002                                                              | Granada                                                                 | Spagna                                                                  | 1 – 0                                                                   | Bulgaria                                                                | Amichevole                                                              | -                                                                       |                                                                         |
| 27-3-2003                                                               | Kruševac                                                                | Serbia e Montenegro                                                     | 1 – 2                                                                   | Bulgaria                                                                | Amichevole                                                              | 1                                                                       |                                                                         |
| 2-4-2003                                                                | Tallinn                                                                 | Estonia                                                                 | 0 – 0                                                                   | Bulgaria                                                                | Qual. Euro 2004                                                         | -                                                                       |                                                                         |
| 30-4-2003                                                               | Sofia                                                                   | Bulgaria                                                                | 2 – 0                                                                   | Albania                                                                 | Amichevole                                                              | -                                                                       |                                                                         |
| 7-6-2003                                                                | Sofia                                                                   | Bulgaria                                                                | 2 – 2                                                                   | Belgio                                                                  | Qual. Euro 2004                                                         | -                                                                       | cap.                                                                    |
| 20-8-2003                                                               | Sofia                                                                   | Bulgaria                                                                | 3 – 0                                                                   | Lituania                                                                | Amichevole                                                              | -                                                                       | cap.                                                                    |
| 6-9-2003                                                                | Sofia                                                                   | Bulgaria                                                                | 2 – 0                                                                   | Estonia                                                                 | Qual. Euro 2004                                                         | -                                                                       | cap.                                                                    |
| 10-9-2003                                                               | Andorra la Vella                                                        | Andorra                                                                 | 0 – 3                                                                   | Bulgaria                                                                | Qual. Euro 2004                                                         | -                                                                       | cap.                                                                    |
| 11-10-2003                                                              | Zagabria                                                                | Croazia                                                                 | 1 – 0                                                                   | Bulgaria                                                                | Qual. Euro 2004                                                         | -                                                                       | cap.                                                                    |
| 18-2-2004                                                               | Atene                                                                   | Grecia                                                                  | 2 – 0                                                                   | Bulgaria                                                                | Amichevole                                                              | -                                                                       | cap.                                                                    |
| 31-3-2004                                                               | Sofia                                                                   | Bulgaria                                                                | 2 – 2                                                                   | Russia                                                                  | Amichevole                                                              | -                                                                       | cap.                                                                    |
| 28-4-2004                                                               | Sofia                                                                   | Bulgaria                                                                | 3 – 0                                                                   | Camerun                                                                 | Amichevole                                                              | -                                                                       | cap.                                                                    |
| 2-6-2004                                                                | Praga                                                                   | Rep. Ceca                                                               | 3 – 1                                                                   | Bulgaria                                                                | Amichevole                                                              | -                                                                       | cap.                                                                    |
| 14-6-2004                                                               | Lisbona                                                                 | Svezia                                                                  | 5 – 0                                                                   | Bulgaria                                                                | Euro 2004 - 1º turno                                                    | -                                                                       | cap.                                                                    |
| 18-6-2004                                                               | Braga                                                                   | Danimarca                                                               | 2 – 0                                                                   | Bulgaria                                                                | Euro 2004 - 1º turno                                                    | -                                                                       | cap.                                                                    |
| 18-8-2004                                                               | Dublino                                                                 | Irlanda                                                                 | 1 – 1                                                                   | Bulgaria                                                                | Amichevole                                                              | -                                                                       | cap.                                                                    |
| 4-9-2004                                                                | Reykjavík                                                               | Islanda                                                                 | 1 – 3                                                                   | Bulgaria                                                                | Qual. Mondiali 2006                                                     | -                                                                       | cap.                                                                    |
| 9-10-2004                                                               | Zagabria                                                                | Croazia                                                                 | 2 – 2                                                                   | Bulgaria                                                                | Qual. Mondiali 2006                                                     | -                                                                       | cap.                                                                    |
| 13-10-2004                                                              | Sofia                                                                   | Bulgaria                                                                | 4 – 1                                                                   | Malta                                                                   | Qual. Mondiali 2006                                                     | -                                                                       | cap.                                                                    |
| 9-2-2005                                                                | Sofia                                                                   | Bulgaria                                                                | 0 – 0                                                                   | Serbia e Montenegro                                                     | Amichevole                                                              | -                                                                       | cap.                                                                    |
| 30-3-2005                                                               | Budapest                                                                | Ungheria                                                                | 1 – 1                                                                   | Bulgaria                                                                | Qual. Mondiali 2006                                                     | 1                                                                       | cap.                                                                    |
| 4-6-2005                                                                | Sofia                                                                   | Bulgaria                                                                | 1 – 3                                                                   | Croazia                                                                 | Qual. Mondiali 2006                                                     | -                                                                       | cap.                                                                    |
| 3-9-2005                                                                | Stoccolma                                                               | Svezia                                                                  | 3 – 0                                                                   | Bulgaria                                                                | Qual. Mondiali 2006                                                     | -                                                                       | cap.                                                                    |
| 7-9-2005                                                                | Sofia                                                                   | Bulgaria                                                                | 3 – 2                                                                   | Islanda                                                                 | Qual. Mondiali 2006                                                     | -                                                                       | cap.                                                                    |
| 8-10-2005                                                               | Sofia                                                                   | Bulgaria                                                                | 2 – 0                                                                   | Ungheria                                                                | Qual. Mondiali 2006                                                     | -                                                                       | cap.                                                                    |
| 12-11-2005                                                              | Sofia                                                                   | Bulgaria                                                                | 6 – 2                                                                   | Georgia                                                                 | Amichevole                                                              | -                                                                       | cap.                                                                    |
| 16-11-2005                                                              | Houston                                                                 | Bulgaria                                                                | 3 – 0                                                                   | Messico                                                                 | Amichevole                                                              | -                                                                       | cap.                                                                    |
| 1-3-2006                                                                | Skopje                                                                  | Macedonia                                                               | 0 – 1                                                                   | Bulgaria                                                                | Amichevole                                                              | -                                                                       | cap.                                                                    |
| 15-8-2006                                                               | Swansea                                                                 | Galles                                                                  | 0 – 0                                                                   | Bulgaria                                                                | Amichevole                                                              | -                                                                       | cap.                                                                    |
| 2-9-2006                                                                | Costanza                                                                | Romania                                                                 | 2 – 2                                                                   | Bulgaria                                                                | Qual. Euro 2008                                                         | -                                                                       | cap.                                                                    |
| 6-9-2006                                                                | Sofia                                                                   | Bulgaria                                                                | 3 – 0                                                                   | Slovenia                                                                | Qual. Euro 2008                                                         | -                                                                       | cap.                                                                    |
| 7-10-2006                                                               | Sofia                                                                   | Bulgaria                                                                | 1 – 1                                                                   | Paesi Bassi                                                             | Qual. Euro 2008                                                         | -                                                                       | cap.                                                                    |
| 11-10-2006                                                              | Lussemburgo                                                             | Lussemburgo                                                             | 0 – 1                                                                   | Bulgaria                                                                | Qual. Euro 2008                                                         | -                                                                       | cap.                                                                    |
| 28-3-2007                                                               | Sofia                                                                   | Bulgaria                                                                | 0 – 0                                                                   | Albania                                                                 | Qual. Euro 2008                                                         | -                                                                       |                                                                         |
| 2-6-2007                                                                | Minsk                                                                   | Bielorussia                                                             | 0 – 2                                                                   | Bulgaria                                                                | Qual. Euro 2008                                                         | -                                                                       |                                                                         |
| 6-6-2007                                                                | Sofia                                                                   | Bulgaria                                                                | 2 – 1                                                                   | Bielorussia                                                             | Qual. Euro 2008                                                         | -                                                                       |                                                                         |
| 22-8-2007                                                               | Sofia                                                                   | Bulgaria                                                                | 0 – 1                                                                   | Galles                                                                  | Amichevole                                                              | -                                                                       |                                                                         |
| 8-9-2007                                                                | Amsterdam                                                               | Paesi Bassi                                                             | 2 – 0                                                                   | Bulgaria                                                                | Qual. Euro 2008                                                         | -                                                                       |                                                                         |
| 12-9-2007                                                               | Sofia                                                                   | Bulgaria                                                                | 3 – 0                                                                   | Lussemburgo                                                             | Qual. Euro 2008                                                         | -                                                                       |                                                                         |
| 17-10-2007                                                              | Tirana                                                                  | Albania                                                                 | 1 – 1                                                                   | Bulgaria                                                                | Qual. Euro 2008                                                         | -                                                                       |                                                                         |
| 17-11-2007                                                              | Sofia                                                                   | Bulgaria                                                                | 1 – 0                                                                   | Romania                                                                 | Qual. Euro 2008                                                         | -                                                                       |                                                                         |
| 21-11-2007                                                              | Celje                                                                   | Slovenia                                                                | 0 – 2                                                                   | Bulgaria                                                                | Qual. Euro 2008                                                         | -                                                                       |                                                                         |
| 26-3-2008                                                               | Sofia                                                                   | Bulgaria                                                                | 2 – 1                                                                   | Finlandia                                                               | Amichevole                                                              | -                                                                       |                                                                         |
| 20-8-2008                                                               | Zenica                                                                  | Bosnia ed Erzegovina                                                    | 1 – 2                                                                   | Bulgaria                                                                | Amichevole                                                              | -                                                                       |                                                                         |
| 6-9-2008                                                                | Podgorica                                                               | Montenegro                                                              | 2 – 2                                                                   | Bulgaria                                                                | Qual. Mondiali 2010                                                     | 1                                                                       |                                                                         |
| 11-10-2008                                                              | Sofia                                                                   | Bulgaria                                                                | 0 – 0                                                                   | Italia                                                                  | Qual. Mondiali 2010                                                     | -                                                                       |                                                                         |
| 15-10-2008                                                              | Tbilisi                                                                 | Georgia                                                                 | 0 – 0                                                                   | Bulgaria                                                                | Qual. Mondiali 2010                                                     | -                                                                       |                                                                         |
| 19-11-2008                                                              | Belgrado                                                                | Serbia                                                                  | 6 – 1                                                                   | Bulgaria                                                                | Amichevole                                                              | -                                                                       |                                                                         |
| 11-2-2009                                                               | Lancy                                                                   | Svizzera                                                                | 1 – 1                                                                   | Bulgaria                                                                | Amichevole                                                              | -                                                                       |                                                                         |
| 28-3-2009                                                               | Dublino                                                                 | Irlanda                                                                 | 1 – 1                                                                   | Bulgaria                                                                | Qual. Mondiali 2010                                                     | -                                                                       | cap.                                                                    |
| 1-4-2009                                                                | Sofia                                                                   | Bulgaria                                                                | 2 – 0                                                                   | Cipro                                                                   | Qual. Mondiali 2010                                                     | -                                                                       | cap.                                                                    |
| 6-6-2009                                                                | Sofia                                                                   | Bulgaria                                                                | 1 – 1                                                                   | Irlanda                                                                 | Qual. Mondiali 2010                                                     | -                                                                       |                                                                         |
| 5-9-2009                                                                | Sofia                                                                   | Bulgaria                                                                | 4 – 1                                                                   | Montenegro                                                              | Qual. Mondiali 2010                                                     | -                                                                       |                                                                         |
| 9-9-2009                                                                | Torino                                                                  | Italia                                                                  | 2 – 0                                                                   | Bulgaria                                                                | Qual. Mondiali 2010                                                     | -                                                                       |                                                                         |
| 10-10-2009                                                              | Larnaca                                                                 | Cipro                                                                   | 4 – 1                                                                   | Bulgaria                                                                | Qual. Mondiali 2010                                                     | -                                                                       |                                                                         |
| 18-11-2009                                                              | Paola                                                                   | Malta                                                                   | 1 – 4                                                                   | Bulgaria                                                                | Amichevole                                                              | -                                                                       |                                                                         |
| 3-3-2010                                                                | Varsavia                                                                | Polonia                                                                 | 2 – 0                                                                   | Bulgaria                                                                | Amichevole                                                              | -                                                                       |                                                                         |
| 19-5-2010                                                               | Bruxelles                                                               | Belgio                                                                  | 2 – 1                                                                   | Bulgaria                                                                | Amichevole                                                              | -                                                                       | cap.                                                                    |
| 24-5-2010                                                               | Johannesburg                                                            | Sudafrica                                                               | 1 – 1                                                                   | Bulgaria                                                                | Amichevole                                                              | -                                                                       | cap.                                                                    |
| 11-8-2010                                                               | Leningrado                                                              | Russia                                                                  | 1 – 0                                                                   | Bulgaria                                                                | Amichevole                                                              | -                                                                       | cap.                                                                    |
| 3-9-2010                                                                | Londra                                                                  | Inghilterra                                                             | 4 – 0                                                                   | Bulgaria                                                                | Qual. Euro 2012                                                         | -                                                                       | cap.                                                                    |
| 7-9-2010                                                                | Sofia                                                                   | Bulgaria                                                                | 0 – 1                                                                   | Montenegro                                                              | Qual. Euro 2012                                                         | -                                                                       | cap.                                                                    |
| 8-10-2010                                                               | Cardiff                                                                 | Galles                                                                  | 0 – 1                                                                   | Bulgaria                                                                | Qual. Euro 2012                                                         | -                                                                       | cap.                                                                    |
| 9-2-2011                                                                | Adalia                                                                  | Bulgaria                                                                | 2 – 2                                                                   | Estonia                                                                 | Amichevole                                                              | -                                                                       | cap.                                                                    |
| 26-3-2011                                                               | Sofia                                                                   | Bulgaria                                                                | 0 – 0                                                                   | Svizzera                                                                | Qual. Euro 2012                                                         | -                                                                       | cap.                                                                    |
| 29-3-2011                                                               | Larnaca                                                                 | Cipro                                                                   | 0 – 1                                                                   | Bulgaria                                                                | Amichevole                                                              | -                                                                       | cap.                                                                    |
| 4-6-2011                                                                | Podgorica                                                               | Montenegro                                                              | 1 – 1                                                                   | Bulgaria                                                                | Qual. Euro 2012                                                         | -                                                                       | cap.                                                                    |
| 2-9-2011                                                                | Sofia                                                                   | Bulgaria                                                                | 0 – 3                                                                   | Inghilterra                                                             | Qual. Euro 2012                                                         | -                                                                       | cap.                                                                    |
| 6-9-2011                                                                | Basilea                                                                 | Svizzera                                                                | 3 – 1                                                                   | Bulgaria                                                                | Qual. Euro 2012                                                         | -                                                                       | cap.                                                                    |
| 7-10-2011                                                               | Kiev                                                                    | Ucraina                                                                 | 3 – 0                                                                   | Bulgaria                                                                | Amichevole                                                              | -                                                                       | cap.                                                                    |
| 11-10-2011                                                              | Sofia                                                                   | Bulgaria                                                                | 0 – 1                                                                   | Galles                                                                  | Qual. Euro 2012                                                         | -                                                                       | cap.                                                                    |
| Totale                                                                  |                                                                         | Presenze (1º posto)                                                     | 105                                                                     |                                                                         | Reti                                                                    | 8                                                                       |                                                                         |

## Palmarès

### Club
- Campionato bulgaro: 1

CSKA Sofia: 1996-1997
- Coppa di Bulgaria: 2

CSKA Sofia: 1996-1997, 1998-1999
- Campionato scozzese: 4

Celtic: 2000-2001, 2001-2002, 2003-2004, 2005-2006
- Coppa di Scozia: 3

Celtic: 2000-2001, 2003-2004, 2004-2005

### Individuale
- Miglior giovane dell'anno della SPFA: 1

2000-01
- Calciatore bulgaro dell'anno: 1

2004
- Giocatore dell'Anno del Celtic Football Club: 1

2004-2005
- Giocatore dell'Anno dell'Aston Villa (eletto dai tifosi): 1

2008-2009
- Giocatore dell'Anno dell'Aston VIlla (eletto dagli altri giocatori): 1

2008-2009
- Giocatore del Mese della SPL: 3